# Lady's Bridge
 (septembre 2009).
Si vous disposez d'ouvrages ou d'articles de référence ou si vous connaissez des sites web de qualité traitant du thème abordé ici, merci de compléter l'article en donnant les références utiles à sa vérifiabilité et en les liant à la section « Notes et références ».
Albums de Richard Hawley
Coles Corner
(2005) Truelove's Gutter
(2009)
Lady's Bridge est un album de musique de Richard Hawley sorti en 2007.

## Titres de l’album
1. "Valentine" – 4:27
2. "Roll River Roll" – 5:11
3. "Serious" – 3:24
4. "Tonight the Streets Are Ours" – 3:40
5. "Lady Solitude" – 5:32
6. "Dark Road" – 3:58
7. "The Sea Calls" – 5:54
8. "Lady's Bridge" – 4:00
9. "I'm Looking for Someone to Find Me" – 3:18
10. "Our Darkness" – 4:08
11. "The Sun Refused to Shine" – 4:57

Une édition spéciale de cet album est parue, comportant deux pistes vidéos bonus :
1. "Now Then: A Short Film" – 34:30
2. "Tonight the Streets Are Ours" (clip video) – 3:42